# Lữ Mộng Lan
Lữ Mộng Lan (1927–2021) nguyên là một tướng lĩnh Bộ binh của Quân lực Việt Nam Cộng hòa, cấp bậc Trung tướng. Ông xuất thân từ trường Võ bị Liên quân được Chính phủ Quốc gia Việt Nam mở ra ở Cao nguyên Trung phần Việt Nam. Tốt nghiệp ông được phục vụ đơn vị Bộ binh. Ông đã bắt đầu chỉ huy đơn vị từ cấp Trung đội và tuần tự lên đến Chỉ huy cấp Sư đoàn. Ông cũng từng là Tư lệnh một Quân đoàn của Việt Nam Cộng hòa. Song song với nhiệm vụ chỉ huy đơn vị Bộ binh, ông cũng được chỉ huy các cơ sở đào tạo Nhân lực của Quân đội.

## Tiểu sử & Binh nghiệp
Ông sinh ngày 28 tháng 9 năm 1927 trong một gia đình Nho giáo kinh tế khá giả tại làng Minh Hương, xã Triệu Thượng, Triệu Phong, tỉnh Quảng Trị, miền Trung Việt Nam. Thời niên thiếu ông học Tiểu học tại Quảng Trị. Lên Trung học ông được gia đình cho về Huế học ở trường Trung học Lycée Khải Định (còn gọi là trường Quốc học). Năm 1945, ông tốt nghiệp bằng DEPSI (Thành Chung). Hai năm sau ông đậu bằng Tú tài bán phần (Part I). Được bổ dụng làm Giáo chức ở Quảng Trị cho đến ngày gia nhập Quân đội.

### Quân đội Quốc gia Việt Nam
Tháng 9 năm 1950, thi hành lệnh động viên, ông nhập ngũ vào Quân đội Quốc gia, mang số quân: 47/202.901. Được theo học khóa 3 Trần Hưng Đạo tại trường Võ Bị Liên Quân Đà Lạt, khai giảng ngày 1 tháng 10 năm 1950. Ngày 1 tháng 7 năm 1951 mãn khóa tốt nghiệp với cấp bậc Thiếu úy hiện dịch. Ra trường, được chuyển về đơn vị Bộ binh giữ chức vụ Trung đội trưởng của Đại đội số 20 thuộc Trung đoàn Võ Tánh, sau đó chuyển sang Đại đội số 18 cùng Trung đoàn với chức vụ Đại đội trưởng. Cuối năm 1952, ông được thuyên chuyển về Tiểu đoàn 254 Dã chiến Việt Nam giữ chức vụ Tiểu đoàn trưởng. Ngày 2 tháng 1 năm 1953, ông được thăng cấp Trung úy và được đi dự lớp Tham mưu khóa 1 tại Centre d'Etudes Militaire, Hà Nội. Tháng 3 năm 1954, tốt nghiệp lớp Tham mưu, ông được chuyển về Liên đoàn 21 Lưu động (thuộc Đệ Nhị Quân khu) giữ chức vụ Trưởng ban 3. Sau khi Liên đoàn 21 được làm nòng cốt để thành lập Sư đoàn Dã chiến số 21, ông trở thành Trưởng phòng tại Bộ Tư lệnh Sư đoàn. Tháng 8 cùng năm, ông được thăng cấp Đại úy tại nhiệm.

### Quân đội Việt Nam Cộng hòa
Giữa tháng 6 năm 1955, ông được thăng cấp Thiếu tá tại nhiệm. Cuối tháng 10 cùng năm, sau khi Thủ tướng Ngô Đình Diệm cải danh Quân đội Quốc gia thành Quân đội Việt Nam Cộng hòa. Nhân dịp này ông đươc cử làm Tham mưu trưởng Sư đoàn 16 Khinh chiến, do Trung tá Nguyễn Thế Như. Ngày 20 tháng 1 năm 1956, ông được lên giữ chức vụ Tư lệnh phó Sư đoàn 16. Giữa tháng 4 cùng năm, ông được bổ nhiệm chức vụ Tư lệnh Sư đoàn 2 Dã chiến.
Cuối tháng 1 năm 1957, ông được thăng cấp Trung tá tại nhiệm. Tháng 8 cùng năm, ông được cử đi du học lớp Chỉ Huy Tham mưu (16 tuần) tai Học viện Fort Leavenworth, Kansas, Hoa Kỳ (từ 11/8/1957 đến 20/12/1957). Đầu tháng 1 năm 1958, mãn khóa học Chỉ huy Tham mưu, ông tiếp tục theo học lớp Air Tactical Support tại San Diego, California trong vòng 2 tuần (từ 2/1/1958 đến 17/1/1958). Ngày 27 tháng 2, sau khi về nước, ông được cử giữ chức vụ Phụ tá Tham mưu Trưởng Bộ Tổng Tham mưu. Hai tháng sau (ngày 30 tháng 4), giữ chức vụ Tham mưu phó Hành quân và Huấn luyện kiêm Trưởng phòng 3 Bộ Tổng tham mưu. Ngày 26 tháng 2 năm 1961, ông được thăng cấp Đại tá tại nhiệm. Đến ngày 8 tháng 12 năm 1962, ông được bổ nhiệm chức vụ Tư lệnh Sư đoàn 25 Bộ binh kiêm Tư lệnh Biệt khu Quảng Ngãi thay thế Đại tá Nguyễn Văn Chuân.
Ngày 17 tháng 6 năm 1964, bàn giao Sư đoàn 25 lại cho Đại tá Nguyễn Viết Đạm, chuyển ra Cao nguyên Trung phần, ông được cử giữ chức vụ Phụ tá Hành quân cho Tư lệnh Quân đoàn II. Sau đó ông được kiêm nhiệm làm Tham mưu trưởng Quân đoàn. Ngày 14 tháng 10 cùng năm, ông được bổ nhiệm làm Tư lệnh Sư đoàn 23 Bộ binh ở Ban Mê Thuột. Một tuần sau ông được thăng cấp Chuẩn tướng tại nhiệm. Ngày 13 tháng 4 năm 1965, ông được đề cử giữ chức vụ Chánh thẩm Dự khuyết Tòa án Mặt trận Quân sự Vùng 2 Chiến thuật thay thế Đại tá Bùi Văn Mạnh. Tháng 8 cùng năm, ông thuyên chuyển về Quân khu 3 hoán chuyển với Chuẩn tướng Nguyễn Văn Mạnh giữ chức vụ Tư lệnh Sư đoàn 10 Bộ binh và khu 33 Chiến thuật (tướng Mạnh chuyển ra Cao nguyên Tư lệnh Sư đoàn 23 Bộ binh). Ngày Quốc khánh Đệ nhị Cộng hòa, ông được thăng cấp Thiếu tướng tại nhiệm.
Ngày 15 tháng 6 năm 1966, bàn giao Sư đoàn 10 lại cho Đại tá Đỗ Kế Giai, chuyển lên Cao nguyên Trung phần, ông được bổ nhiệm chức vụ Chỉ huy trưởng Trường Chỉ huy và Tham mưu ở Đà Lạt thay thế Thiếu tướng Tôn Thất Xứng, kiêm Đại diện Bộ Tổng tham mưu và Tổng cục Quân huấn, giám sát trường Võ bị Quốc gia Đà Lạt. Đầu tháng 12 cùng năm, chuyển về Bộ Tổng Tham mưu giữ chức vụ Tổng cục trưởng Tổng cục Quân huấn sau khi bàn giao trường Chỉ huy Tham mưu lại cho Đề đốc Chung Tấn Cang. Ngày 12 tháng 10 năm 1967, ông kiêm nhiệm luôn chức vụ Chỉ huy trưởng trường Cao đẳng Quốc phòng.
Đầu tháng 3 năm 1968, hoán đổi nhiệm vụ với Trung tướng Vĩnh Lộc đảm trách chức vụ Tư lệnh Quân đoàn II (vẫn kiêm nhiệm Chỉ huy trưởng trường Cao đẳng Quốc Phòng đến tháng 8 năm 1969). Ngày 1 tháng 3 năm 1969, ông được thăng cấp Trung tướng tại nhiệm. Cuối tháng 8 năm 1970, bàn giao chức vụ Tư lệnh Quân đoàn II lại cho Thiếu tướng Ngô Du, ông được về lại Trung ương tái nhiệm chức vụ Chỉ huy trưởng Trường Cao đẳng Quốc phòng và ở chức vụ này cho đến tháng cuối tháng 4 năm 1975.
- Trường Cao đẳng Quốc phòng vào thời điểm tháng 4/1975, nhân sự tại Bộ chỉ huy của trường được phân bổ trách nhiệm như sau:

-Chỉ huy trưởng - Trung tướng Lữ Lan
-Chỉ huy phó - Chuẩn tướng Lê Trung Trực
-Phụ tá Chỉ huy trưởng - Đại tá Vũ Quang.

## Sau 1975 và qua đời
Ngày 29 tháng 4, ông cùng gia đình di tản khỏi Việt Nam. Sau đó được sang định cư ở Tiểu bang Virginia, Hoa Kỳ.
Ngày 28 tháng 5 năm 2021, ông từ trần tại nơi định cư, thọ 93 tuổi.

## Huy chương
-Bảo quốc Huân chương đệ tam đẳng (ân thưởng)
-Chương Mỹ Bội tinh đệ nhất hạng
-Một số Anh dũng Bội tinh với nhành dương liễu
-Nhiều huy chương quân sự và dân sự khác
-Huy chương UL CHI - Đại Hàn (Korea order of Military Meritt)
-Bạch tượng Bội tinh - Thái Lan (The order of White Elephant)
-Vân mỹ Bội tinh - Trung Hoa Quốc gia (The order of Cloud and Banner)

## Gia đình
- Thân phụ: Cụ Lữ Mộng Liên.
- Thân mẫu: Cụ Lê Thị Minh Nguyệt.
- Bào đệ: Ông Lữ Mộng Chi Sinh năm 1928 tại Quảng Trị, tốt nghiệp khóa 2 Lê Lợi trường Võ bị Địa phương Trung Việt (còn gọi là trường Sĩ quan Đập Đá, Huế). Chức vụ sau cùng: Đại tá Giám đốc Nha Nhân dụng thuộc Bộ Lao động Việt Nam Cộng hòa.
- Phu nhân: Bà Tôn Nữ Minh Đức (1933-2017)

Ông bà có 6 người con (3 trai, 3 gái):
Lữ Anh Tuấn, Lữ Anh Thư, Lữ Anh Kiệt, Lữ Anh Đài, Lữ Anh Triết và Lữ Anh Tú.